# Кубаево (Кемеровская область)
Кубаево — упразднённая деревня в Чебулинском районе Кемеровской области. На момент упразднения входила в состав Усть-Чебулинского сельсовета. Исключена из учётных данных в 1997 году.

## География
Располагалась на левом берегу реки Кия напротив безымянного острова на ней, на расстоянии примерно 7 км по прямой к юго-востоку от села Усть-Чебула.

## История
По данным на 1926 году деревня состояла из 58 хозяйств. В административном отношении входила в состав Раевского сельсовета Мариинского района Томского округа Сибирского края.

## Население
| 1970 | 1979 | 1989 |
| ---- | ---- | ---- |
| 238  | ↘83  | ↘0   |

По переписи 1926 г. в деревне проживало 326 человек (179 мужчин и 147 женщин), основное население — русские.